# 红蜘蛛 (电视剧)
《红蜘蛛》是张军钊、都晓等人执导的电视剧，2000年出品，共6部，该作主要讲述的是一些女犯人身边发生的故事，该系列很多都根据真人真事改编，该作收到了很多好的评价。该作在拍摄的时候并没有用特别出名的演员。

## 剧情简介
该作取材自杭州、温州及深圳、上海等地的女犯人所发生的事情，以及警方破案的一些经过。共七部，分别为《红蜘蛛1：十个女囚的临终告白》、《红蜘蛛2》、《红蜘蛛3：水中花》、《红蜘蛛4：堕落天使》、《红蜘蛛5：本能诱惑》、《红蜘蛛6：欲海沉沦》、《红蜘蛛7：情难自禁》。

## 演员表
- 李婷
- 史可
- 刘冠军
- 赵媛媛
- 赵成顺
- 史兰芽
- 王小红
- 秦广熠
- 徐宁
- 郁雯
- 于根艺

## 電視原聲
| 曲序 | 曲目                     |        | 作曲   | 演唱   |
| ---- | ------------------------ | ------ | ------ | ------ |
| 1.   | 让我欢喜让我忧（片尾曲） | 李宗盛 | 鲍比达 | 周华健 |

## 相關連結
- 豆瓣电影上《红蜘蛛》的資料 （简体中文）
- 央视网链接